# Armando Reyes
Armando Reyes (Avellaneda, 28 de octubre de 1893-Avellaneda, 8 de septiembre de 1954) fue un futbolista argentino, que se desempeñó como defensa. Fue protagonista de la era dorada del Racing Club en la etapa amateur del fútbol argentino, en la que el equipo obtuvo siete títulos consecutivos y se ganó el apodo de «la Academia». Es, junto a Alberto Ohaco y Alberto Marcovecchio, el máximo ganador en la historia del club como jugador (20).

## Trayectoria

### Como jugador
Reyes nació en Avellaneda (provincia de Buenos Aires) el 28 de octubre de 1893. Comenzó su carrera en Racing el 1910 en la Cuarta División, donde compartió camarín con futbolistas como Carlos Muttoni, Francisco Olázar y Ricardo Pepe. Se afianzó rápidamente en la defensa del primer equipo, del cual fue parte hasta 1929, cuando pasó al equipo del veteranos.
Solo jugó por Racing en toda su carrera, a excepción de algún encuentro amistoso como el que disputó para Gath y Chaves el 8 de octubre de 1918. Una vez retirado de la práctica del fútbol, fue entrenador de Racing a principios de la década de los 30.
Su estirpe ganadora, como la de gran parte de su generación, quedó marcada con ocho campeonatos 1913, '14, '15, '16, '17, '18, '19 y '21; cuatro Copa de Honor Municipalidad de Buenos Aires 1912, '13, '15 y '17; cinco Copa Dr. Carlos Ibarguren 1913, '14, '16, '17 y '18. También conseguiría 3 copas internacionales: una Copa de Honor Cusenier en 1913; y dos Copa Aldao en 1917 y 1918.

### Como entrenador
Como entrenador de Racing Club obtuvo la Copa Beccar Varela 1932 con la mayor cantidad de goles convertidos (21) y la menor de goles recibidos (2) del certamen, la Copa Beccar Varela fue la primera del certamen y además fue el primer logro de Racing Club en la era Profesional.
Reyes falleció el 8 de septiembre de 1954.

## Selección nacional
Sus actuaciones lo llevaron a integrar la selección Argentina en 6 encuentros, siendo el jugador de Racing con mayor presencia en la selección en toda la época amateur, por encima de talentos como Natalio Perinetti, Francisco Olázar, Alberto Ohaco y Fernando Paternoster.

### Participaciones en Copa América
| Copa              | Sede      | Resultado     |
| ----------------- | --------- | ------------- |
| Copa América 1916 | Argentina | Subcampeón    |
| Copa América 1917 | Uruguay   | Subcampeón    |
| Copa América 1919 | Brasil    | Tercer puesto |

## Clubes

### Como jugador
| Club        | País      | Año       |
| ----------- | --------- | --------- |
| Racing Club | Argentina | 1911-1929 |

### Como entrenador
| Club        | País      | Año       |
| ----------- | --------- | --------- |
| Racing Club | Argentina | 1931-1932 |

## Palmarés

### Como futbolista

#### Títulos nacionales
| Título                                      | Club        | País      | Año  |
| ------------------------------------------- | ----------- | --------- | ---- |
| Primera División                            | Racing Club | Argentina | 1913 |
| Primera División                            | Racing Club | Argentina | 1914 |
| Primera División                            | Racing Club | Argentina | 1915 |
| Primera División                            | Racing Club | Argentina | 1916 |
| Primera División                            | Racing Club | Argentina | 1917 |
| Primera División                            | Racing Club | Argentina | 1918 |
| Primera División                            | Racing Club | Argentina | 1919 |
| Primera División                            | Racing Club | Argentina | 1921 |
| Copa de Honor Municipalidad de Buenos Aires | Racing Club | Argentina | 1912 |
| Copa de Honor Municipalidad de Buenos Aires | Racing Club | Argentina | 1913 |
| Copa de Honor Municipalidad de Buenos Aires | Racing Club | Argentina | 1915 |
| Copa de Honor Municipalidad de Buenos Aires | Racing Club | Argentina | 1917 |
| Copa Ibarguren                              | Racing Club | Argentina | 1913 |
| Copa Ibarguren                              | Racing Club | Argentina | 1914 |
| Copa Ibarguren                              | Racing Club | Argentina | 1916 |
| Copa Ibarguren                              | Racing Club | Argentina | 1917 |
| Copa Ibarguren                              | Racing Club | Argentina | 1918 |

#### Títulos internacionales
| Título                  | Club        | País                | Año  |
| ----------------------- | ----------- | ------------------- | ---- |
| Copa de Honor Cousenier | Racing Club | Argentina · Uruguay | 1913 |
| Copa Aldao              | Racing Club | Argentina · Uruguay | 1917 |
| Copa Aldao              | Racing Club | Argentina · Uruguay | 1918 |

### Como entrenador

#### Títulos nacionales
| Título             | Club        | País      | Año  |
| ------------------ | ----------- | --------- | ---- |
| Copa Beccar Varela | Racing Club | Argentina | 1932 |